# Халайджян, Роберт Андреевич
Роберт Андреевич Халайджян (род. 25 июня 1958) — советский футболист, нападающий. Чемпион мира среди молодёжи (1977).

## Клубная карьера
Первым клубом стал «Арарат», в составе которого дебютировал в 17-летнем возрасте. В сезоне 1976 года забил за команду 4 гола — по два в весеннем и осеннем чемпионате. В следующих сезонах отличиться не сумел и летом 1978 года перешёл в «Котайк». Всего на счету Халайджяна 39 матчей в чемпионате СССР.
В составе «Котайка» играл до 1983 года, в дальнейшем выступал за другие клубы Армянской ССР — «Спартак» Октемберян и «Лори» Кировакан.

## В сборной
В 1977 году участвовал в финальном турнире чемпионата мира среди молодёжи в составе сборной СССР и стал его победителем. На турнире сыграл 2 матча.